# Villa Castelli
Villa Castelli é uma comuna italiana da região da Puglia, província de Brindisi, com cerca de 8.804 habitantes. Estende-se por uma área de 34 km², tendo uma densidade populacional de 259 hab/km². Faz fronteira com Ceglie Messapica, Francavilla Fontana, Grottaglie (TA), Martina Franca (TA), Taranto (TA).

## Demografia
| Variação demográfica do município entre 1861 e 2011                               |
|                                                                                   |
| Fonte: Istituto Nazionale di Statistica (ISTAT) - Elaboração gráfica da Wikipedia |